# Мы здесь живём
«Мы здесь живём» (каз. Біз осында тұрамыз) — советский художественный фильм, снятый режиссёром Шакеном Аймановым при участии Матвея Володарского в 1956 году на Алматинской киностудии.

## Сюжет
1954 год. По призыву партии в глухую казахстанскую степь приезжает комсомольско-молодёжный отряд. Полные энтузиазма парни и девушки горят желанием поднять и освоить целинные земли. Местные жители предупреждают их, что эта дикая земля «людей никогда не видела, плуга не знала!» Но целинников не пугают трудности и это их не останавливает. Молодёжи придётся столкнуться не только с суровой природой, но и с косностью местных чиновников.

## В ролях
- Константин Барташевич — Илья Ильич Кудряш, директор совхоза
- Шахан Мусин — Сапаров
- Замзагуль Шарипова — Дина Баймухаметовна
- Идрис Ногайбаев — Куаныш Коркутов, директор треста совхозов
- Сайфулла Тельгараев — Сайран
- Шакен Айманов — Беисов, секретарь обкома
- Абен Мухамедьяров — Буланбай
- Сабира Майканова — Торгун
- Лидия Ашрапова — Халида Торгунова
- Лев Фричинский — Сергей Савченко
- Алексей Бахарь — Алексей Овсянников
- Вера Петрова — Лена
- Евгений Попов — Сердюков
- Виктор Гераскин — Виктор Ломакин
- Генрих Соловьев — эпизод
- Мухтар Бахтыгереев — эпизод
- Ахат Толубаев — эпизод
- Юрий Вайншток — эпизод (нет в титрах)
- Л. Ольшевский — эпизод (нет в титрах)
- Суат Абусеитов — эпизод (нет в титрах)

## Критика
Ретроспективно фильм считается лучшим фильмом режиссёра Шакена Айманова, хотя современная ему критика, в целом положительно оценивая фильм, подмечала схематичность сюжета:

В этом фильме, получившем, в общем, положительную оценку и в печати и у зрителя, далеко не все было удачным. Снова информационность сюжета, бедность и однообразие языка, драматургический штамп в решении образа «дежурного дезорганизатора». Но обаяние главных героев, отличная актерская работа самого Шакена Айманова в роли секретаря райкома, общественный масштаб темы искупали многое.— Искусство кино, 1963